# El-Hawawish
El-Hawawish (arabe : الحواويش) est le nom donné au site de l'ancienne nécropole de la ville d'Akhmîm dans le gouvernorat de Sohag, en Égypte.
Le cimetière a été largement fouillé par une expédition archéologique et épigraphique australienne sous les auspices du Centre australien pour l'égyptologie et de l'université Macquarie et sous la direction du professeur Naguib Kanawati.
Comme à Akhmîm, la divinité locale d'El-Hawawish était Min, le dieu de la fertilité et de la productivité.
Des tombes de l'Ancien Empire et de la Première Période intermédiaire sont situées dans la montagne d'El-Hawawish.